# Észak-Brabant
Észak-Brabant (hollandul Noord-Brabant) Hollandia egyik tartománya. Székhelye: ’s-Hertogenbosch.